# 둘로 잘린 소녀
《둘로 잘린 소녀》(프랑스어: La Fille coupée en deux)는 2007년 개봉한 프랑스의 드라마, 스릴러 영화이다. 클로드 샤브롤이 감독과 공동각본을 맡았다.

## 출연

### 주연
- 루디빈 사니에
- 브느와 마지멜

### 조연
- 프랑수와 벨레앙
- 마틸다 메이
- 캐롤라인 시홀
- 마리 부넬
- 발레리아 카발리
- 에타인 쉬코
- 토머스 샤브롤
- 장 마리 윈링
- 디디에 베누로
- 에두아르 바에르
- 클레멘스 브레테처
- 허버트 세인트 머커리
- 이매뉴얼 부즈
- 스테파네 드박
- 피에르 프랑소와 듀메니오드
- 믹 체미널
- 제라르 모우레브리에르

## 기타
- 미술: 프랑수아 베누아 프레스코
- 의상: 믹 체미널